# Celda de combustible microbiano
Una celda de combustible microbiano (CCM), o celda de combustible biológica (CCB), es un sistema bio-electroquímico que genera energía eléctrica a partir de la interacción de microorganismos (bacterias) en un medio acuoso, por la oxidación de la materia orgánica (biomasa). Normalmente comprende un cátodo, un ánodo, una membrana de intercambio catiónico o protónico y un circuito eléctrico, los combustibles pueden ser, glucosa, acetato, lactosa, entre otros componentes, empleados siempre y cuando tengan un factor de biodegradabilidad aprovechable por los microorganismos. Este tipo de tecnologías se utilizan actualmente en la producción de energía y en el tratamiento de aguas residuales.
Las CCM se realizaban a través de cultivos de bacterias, la bacteria Geobacter sulfurreducens es una de las bacterias más utilizadas en el estudio de celdas de combustible biológicas, por su alta eficiencia de conversión energética , este hecho fue descubierto por el Dr. Derek R Lovley y sus colaboradores en el año de 1987, esta bacteria tiene el potencial para realizar biorremediación, esta tecnología se encuentra principalmente en etapa de desarrollo experimental y piloto las potencias eléctricas obtenidas son aún bajas y no hay actualmente aplicaciones comerciales disponibles, la investigación hace prever un futuro prometedor a mediano plazo.
Estos sistemas usan diferentes tipos de materiales para la elaboración del electrodo para elevar la captación eléctrica, evitar la formación de biopelícula y tener mayor ergonomía en el caso de ser un material conductor flexible.

## Principio de funcionamiento
Las CCM comprenden de una cámara anódicas y otra catódica, aisladas por una membrana de intercambio de protones (MIP). Los microorganismos, presentes en el compartimiento anódico, oxidan sustratos, en general promoviendo el intercambio de electrones y protones entre ambas partes. El metabolismo bacteriano se encuentra determinado por la influencia del sustrato y el potencial del ánodo. El incremento de la corriente en la CCM disminuirá el potencial del ánodo, por lo que las bacterias se verán obligadas a liberar electrones a través de complejos más reducidos. Mientras que, en altos potenciales anódicos las bacterias pueden usar la cadena respiratoria bajo un escenario de metabolismo oxidativo, transportando electrones y protones por medio de enzimas. Los electrones son absorbidos por el ánodo y se transfieren al cátodo a través de un circuito externo. Los protones pasan por la cámara catódica y se unen el oxígeno para formar agua, después de cruzar la MIP o un puente de sal.
La producción de corriente eléctrica se logra separando los microorganismos del oxígeno, para lo cual se requiere de una cámara anódica anaeróbica, donde los electrones viajan a través de una resistencia. En ciertos casos, los microorganismos pueden producir su propio mediador soluble de transferencia de electrones o, pueden transferir directamente electrones a la superficie del ánodo. El cátodo puede estar expuesto al aire o sumergido en agua aerobia.

## Aplicación en el tratamiento de aguas residuales
Además de la generación de electricidad, las CCM tienen otras aplicaciones como biosensores en el tratamiento de aguas residuales y producción de biohidrógeno (Karthikeyan et al., 2015). Para su aplicación en el tratamiento de aguas residuales, tanto la potencia de salida y eficiencia de Coulomb son parámetros importantes. Éstas, guardan estrecha relación con los tipos de microorganismo que se encuentren en la cámara anódica, la configuración de las CCM y las condiciones de operación. En la siguiente tabla se pueden apreciar algunos casos aplicados al tratamiento de agua residual (municipal y agrícola).
| Agua residual | Tipo de CCM                                 | Características y resultados | Fuente |
| Municipal     | Cátodo de aire                              | Máxima densidad de potencia: 103 mW/m² (5.8 W/m³) Remoción de DQO: 71% Eficiencia de Coulomb: 18.4% | [ 10 ] |
| Municipal     | Cátodo de aire                              | Potencia: 1.42 W/m³ Remoción de DQO: 80% | [ 11 ] |
| Municipal     | Cátodo de aire                              | Flujo en serie bajo condiciones mesofílicas Máxima densidad de potencia: 420 mW/m² (12.8 W/m³) Remoción de DQO: 44% Eficiencia de Coulomb: 13%                                                                           | [ 12 ] |
| Municipal     | Dos cámaras                                 | Máxima densidad de potencia: 25 mW/m² Remoción de DQO: 30% | [ 13 ] |
| Municipal     | Dos cámaras                                 | Muestras recolectadas en invierno (i) y verano (v) Máxima densidad de potencia: (i) 209 mW/m² y (v) 117 mW/m² Remoción de DQO: (i) 2.7% y (v) 72.85%                                                                     | [ 14 ] |
| Municipal     | Una cámara                                  | Máxima densidad de potencia: 464 mW/m² (15.5 W/m³) Remoción de DQO: 40-50% Eficiencia de Coulomb: 27% | [ 15 ] |
| Municipal     | Una cámara                                  | Un cátodo de aire y ánodo de ocho electrodos de grafito Máxima densidad de potencia: 26 mW/m² Remoción DQO: 80% Eficiencia de Coulomb: menor al 12%                                                                      | [ 3 ]  |
| Municipal     | Conjuntos: electrodo separador y espaciados | Conjunto de electrodo separador (SEA) y electrodos espaciados (SPA) Máxima densidad de potencia: (SEA) 328 mW/m² y 289 mW/m² (SPA) Remoción de DQO: (SEA) 78% y (SPA) 87% Eficiencia de Coulomb: (SEA) 20% y (SPA) 12.5% | [ 16 ] |
| Agrícola      | Dos cámaras                                 | Máxima densidad de potencia: 0.34 mW/m² Remoción de DBO: 84% Remoción de elementos en fertilizante: 84% (N), 70% (P) y 91% (K)                                                                                           | [ 17 ] |
| Agrícola      | Dos cámaras                                 | Máxima densidad de potencia: 22 mW/m² Remoción DQO total: 71% Remoción DQO soluble: 88% | [ 18 ] |

*DQO: demanda química de oxígeno

## Limitaciones
El problema principal en este tipo de sistemas es que la energía generada puede no ser suficiente como para hacer funcionar continuamente un sensor o un transmisor. Sin embargo, esto podría resolverse incrementando la superficie de los electrodos o utilizando un programa de administración energética donde los datos se transfieren solo cuando se almacena la energía suficiente, lo que ocurriría utilizando un ultracondensador.
La baja densidad de potencia surge por la alta resistencia interna, condiciones de la solución, baja degradabilidad del sustrato y la cinética del biofilm. Frente a lo cual, la aplicación de CCM apiladas en serie o paralelo sería esencial para incrementar significativamente la corriente y el voltaje.
Otra desventaja importante de las CCM es su dependencia de biofilms para el transporte de electrones. Para lo cual se esperaría, en un futuro, poder obtener un consorcio microbiano optimizado y así operar una CCM sin mediadores mientras se logra una elevada transferencia de masa y altas tasas de transferencia de electrones. Adicionalmente, debido a que las reacciones microbianas son lentas a bajas temperaturas, las CCM no pueden funcionar bajo dichas condiciones.